# Берслінген
Берслінген (нім. Börslingen) — громада в Німеччині, знаходиться в землі Баден-Вюртемберг. Підпорядковується адміністративному округу Тюбінген. Входить до складу району Альб-Дунай.
Площа — 6,29 км2. Населення становить 166 ос. (станом на 31 грудня 2020).